# Väestörekisterikeskus
Le Centre finlandais du registre de la population (en finnois : Väestörekisterikeskus) est une agence gouvernementale finlandaise ayant pour fonction de tenir le  Registre de population finlandaise.
Il est sous le contrôle du Ministère des Finances de Finlande.

## Responsabilités
Le centre développe et maintient à jour le Registre de population informatisé.

## Histoire
L'agence des services de données numériques et démographiques est fondée le 1er janvier 2020 par la fusion du Väestörekisterikeskus, des bureaux locaux d'enregistrement (finnois : maistraatit) et de leur unité de pilotage et de développement.